# José Luis Villanueva
José Luis Villanueva (ur. 5 listopada 1981 w Santiago) – chilijski piłkarz grający na pozycji napastnika.
W chilijskiej Primera división grał w Palestino, Temuco, Ovalle, Cobreloa, CD Universidad Católica oraz grał w klubach z Argentyny, Meksyku, Korei i Brazylii.
W 2008 roku podpisał kontrakt z uzbeckim klubem Bunyodkorem Taszkent.
W reprezentacji Chile w latach 2003–2006 rozegrał cztery mecze.